# Coenosia argentata
Coenosia argentata este o specie de muște din genul Coenosia, familia Muscidae, descrisă de Daniel William Coquillett în anul 1904. Conform Catalogue of Life specia Coenosia argentata nu are subspecii cunoscute.